# Sericesthis insularis
Sericesthis insularis är en skalbaggsart som beskrevs av Lea 1919. Sericesthis insularis ingår i släktet Sericesthis och familjen Melolonthidae. Inga underarter finns listade i Catalogue of Life.